# 飞霞液
飞霞液是广东清远出产的一种酱香型白酒，源于1921年8月成立的“永利丰”酒坊。1952年当局合并当地包括永利丰在内的39家酒坊成立联营酒厂，后改名清远酒厂。大跃进至文化大革命期间为扩大茅台生产而推行茅台异地生产试验时，广东省有关部门奉命于1970年联合扶持研制生产酱香型白酒，清远市酒厂被选为其中之一，酒厂在茅台技术支援下于1973年获成功，产品定名为飞霞液。产品推出后虽受欢迎和多次获奖，并被称为“广东茅台”。